# Luciano Paczko Bozko
Luciano Paczko Bozko (ur. 24 listopada 1978) – brazylijski siatkarz, polskiego pochodzenia, występujący na pozycji przyjmującego. Był zawodnikiem klubu Jastrzębski Węgiel w sezonie 2011/2012.

## Kluby
- 2002–2004 Ulbra
- 2004–2005 On-Line Novo Hamburgo
- 2005–2006 Tourcoing Lille Métropole
- 2006–2007 Santander Banespa
- 2007–2009 Mare&Volley Forlì
- 2009–2010 Ulbra
- 2010–2011 Pallavolo Pineto
- 2011–2012 Jastrzębski Węgiel
- 2012–2013 Apav/Canoas

## Sukcesy
- Klubowe Mistrzostwa Świata 2011 – II miejsce